# Loučná pod Klínovcem
Loučná pod Klínovcem (en allemand : Böhmisch Wiesenthal) est une petite ville du district de Chomutov, dans la région d'Ústí nad Labem, en Tchéquie. Sa population s'élevait à 118 habitants en 2021.

## Géographie
Loučná pod Klínovcem est située dans la partie centrale des monts Métallifères, à 865 m d'altitude. Elle se trouve à la frontière avec l'Allemagne et forme une seule agglomération avec Oberwiesenthal, une station touristique allemande d'environ 2 500 habitants.

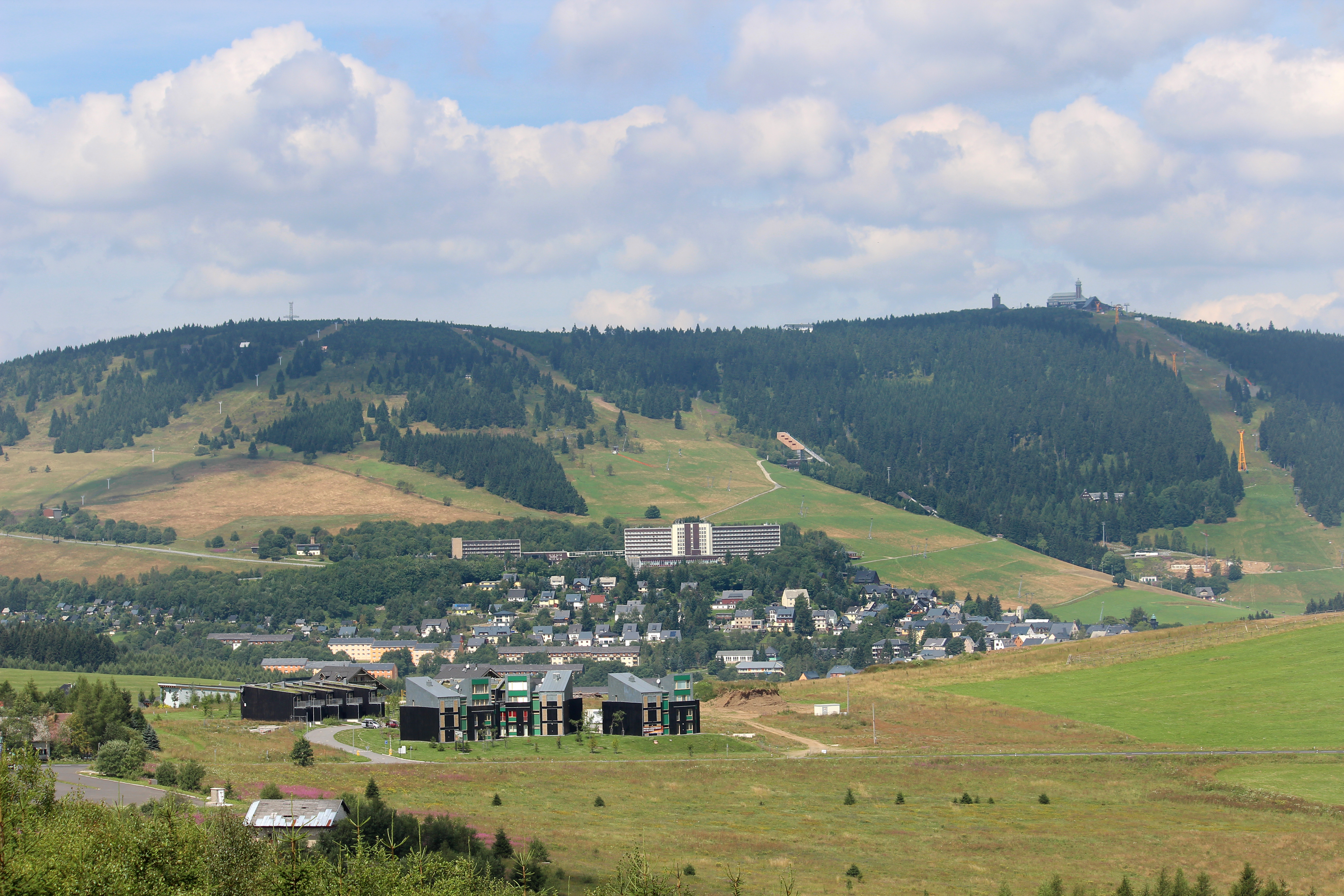
Oberwiesenthal et Loučná pod Klínovcem.

Loučná pod Klínovcem se trouve à 17 km au sud de Chomutov, à 61 km au sud-ouest d'Ústí nad Labem et à 80 km au nord-ouest de Prague.
La commune est limitée par l'Allemagne et Vejprty au nord, par Kovářská à l'est, par Perštejn, Stráž nad Ohří et Krásný Les au sud, et par Jáchymov à l'ouest.

## Histoire
La première mention écrite de la localité date de 1431.

## Transports
Par la route, Loučná pod Klínovcem se trouve à 22 km d'Ostrov, à 42 km de Chomutov, à 106 km d'Ústí nad Labem et à 133 km de Prague.